# Napeogenes olyrina
Napeogenes olyrina är en fjärilsart som beskrevs av Richard Haensch 1905. Napeogenes olyrina ingår i släktet Napeogenes och familjen praktfjärilar. Inga underarter finns listade i Catalogue of Life.